# Fara San Martino
Pour les articles homonymes, voir San Martino.
Fara San Martino est une commune de la province de Chieti dans les Abruzzes en Italie.

## Administration
| Période                                  | Période  | Identité       | Étiquette  | Qualité |
| ---------------------------------------- | -------- | -------------- | ---------- | ------- |
| 30 mai 2006                              | En cours | Antonio Tavani | l'Aquilone |         |
| Les données manquantes sont à compléter. |          |                |            |         |

### Développement industriel

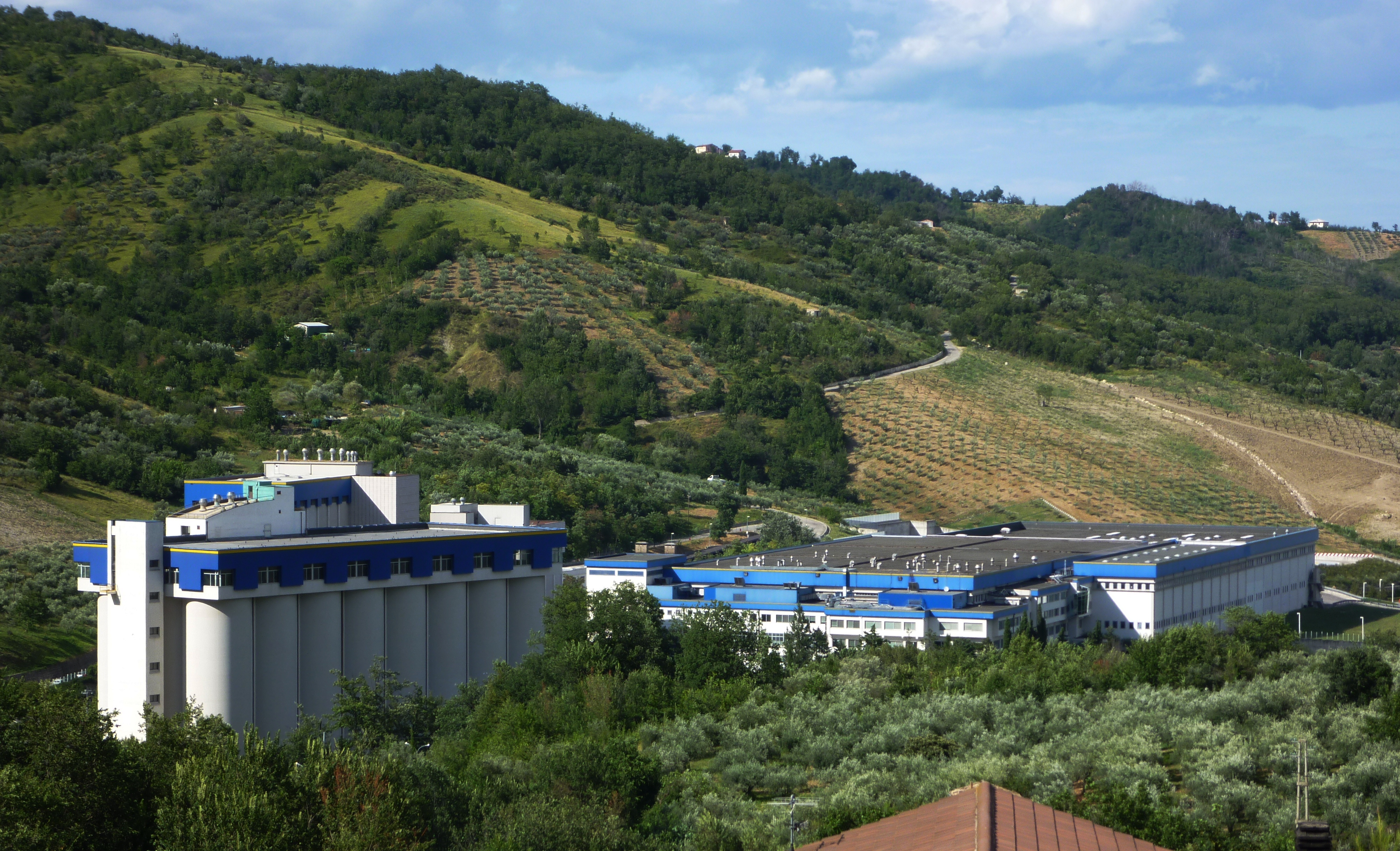
Etablissements de la société De Cecco

La production de pâtes qui remonte au XIXe siècle fut à l'origine du développement industriel de la région du petit centre situé au pied de la montagne. Ce phénomène, étroitement lié à la morphologie du territoire de Fara, est dû à l'esprit d'entreprise, à la source d'energie du fleuve Verde et à la richesse hydrique du même fleuve. Ainsi s'est affirmé un modèle de développement industriel en synergie avec l'environnement, d'où il tire ses ressources. Les principales marques qui ont Fara San Martino pour origine sont: Bicalimenta, les pâtes Cav. Giuseppe Cocco, les pâtes F.lli De Cecco ainsi que les pâtes Delverde, entreprises leaders du secteur.

### Hameaux
Fonte l'abate
Capolemacchie

### Communes limitrophes
Caramanico Terme (PE), Civitella Messer Raimondo, Lama dei Peligni, Pacentro (AQ), Palombaro, Pennapiedimonte, Sant'Eufemia a Maiella (PE)